# Тошков чарк
„Тошков чарк“ е язовир в землището на град Батак в Западните Родопи, част от каскадата Баташки водносилов път.
Разположен е на Девинска река, непосредствено под вливането на Беглишка река и река Селкюприя и служи за годишно изравняване на водите от водосбора на реката под Събирателна деривация „Гашна“. В язовира се влива и дългият 3,5 километра канал „Димов чарк“, събиращ с 4 водохващания води от десните притоци на Девинска река.
„Тошков чарк“ и построен през 1954 – 1956 година с каменнозидана язовирна стена със стоманен екран, дължина на короната 82,2 метра и височина 21,6 метра. Язовирното езеро има общ обем 1,8 милиона кубични метра и залята площ 0,3 квадратни километра. Има траншеен преливник с дължина 53 метра и максимално водно количество 170 m³/s, а основният изпускател е тръба с диаметър 600 mm и капацитет 2,8 m³/s.
Язовирът е оборудван с помпена станция, чрез която водите му се нагнетяват в главната напорна деривация на ВЕЦ „Батак“. По този начин те или се подават надолу към централата, или се изкачват към язовир „Голям Беглик“ в горния край на деривацията.
Водоемът е подходящ за къмпинг и риболов (срещат се пъстърва, шаран, костур, каракуда и червеноперка). Има изградено и пъстървово стопанство „Тошков чарк“, предлагащо прясна риба.